# 콕스바자르구

방글라데시 콕스바자르구

콕스바자르구(벵골어: কক্সবাজার জেলা)는 방글라데시 치타공주의 행정 구역이다. 콕스바자르 마을의 이름을 따서 지어졌다. 치타공에서 남쪽으로 150km 정도 떨어진 곳에 위치한다. 콕스바자르구는 파노와("노란 꽃")라는 이름으로도 알려져 있다. 또 다른 오래된 이름은 팔롱키였다. 오늘날의 콕스바자르구는 영국령 인도에서 복무한 육군 장교 히람 콕스 대위(1799년 사망)에서 이름을 따왔다. 콕스바자르구에는 세계에서 가장 긴 자연 해변(갯벌 포함 120km(75마일)이 있다.

## 역사
콕스바자르구의 역사는 무굴 제국 시대에 시작된다. 아라칸주로 가는 길에 무굴의 왕자 샤 슈자(1616년~1660년)가 오늘날의 콕스바자르구의 구릉지대를 지날 때, 그는 그 지역의 경치에 매료되었다. 그는 군대에게 그곳에 진을 치라고 명령했다. "천 개의 팔랑퀸"을 의미하는 둘라하자라라는 이름의 장소는 여전히 그 지역에 존재한다.
무굴 제국 이후 이곳은 티프라스와 아라카네스, 포르투갈, 영국의 지배를 받게 되었다.
콕스바자르구는 영국 동인도 회사의 장교였던 히람 콕스 대위의 이름을 따서 명명되었다. 콕스바자르 마을은 1799년에 콕스 선장을 기리기 위해 시장 마을로 설립되었다. 1854년 콕스바자르구는 영국령 인도의 벵골 대통령직 아래 치타공구에 하위 사단 본부가 되었다.
1947년 영국의 통치가 끝난 후, 콕스바자르구는 1971년까지 파키스탄 자치령 아래 동파키스탄의 일부로 남아있었다. 파즐룰 카림은 콕스바자르 지방 자치체의 영국으로부터 독립한 후 초대 의장이었다. 그는 마을로 관광을 끌어들이고 밀물로부터 해변을 보호하기 위해 해변을 따라 타마리스크 숲을 설립했다. 그는 공공 도서관과 시청을 설립하기 위해 장인의 많은 재산과 자신의 땅을 기부했다. 1971년, 이 부두는 파키스탄 해군의 포선들에 의해 해군 항구로 사용되었다. 이곳과 파키스탄 공군의 인근 활주로는 1971년 방글라데시 독립 전쟁 당시 인도 해군의 집중 포격이 있었던 곳이다.
1984년 콕스바자르구는 치타공구 아래의 하위 구역으로부터 구역으로 상승되었다.
2017년부터 이웃나라 미얀마 라카인주에서 무슬림 소수 집단 로힝야족의 "대규모 인간 탈출"이 일어나 이듬해 콕스바자르구에 "세계 최대 난민 정착촌"이라고 부르는 쿠투팔롱 난민촌이 생겼다. 유엔난민기구는 첫 해에 방글라데시에서 725,000명의 난민이 안전을 찾았다고 추정했다.

## 인구
2011년 방글라데시 인구 조사에 따르면 콕스바자르구의 인구는 2,289,990명이며, 이 중 남자는 1,169,604명, 여자는 1,120,386명이다. 농촌 인구는 179,979명(78.21%)인 반면 도시 인구는 499,011명(21.79%)이었다. 콕스바자르구는 7세 이상 인구의 문맹률이 39.29%로 남성은 40.32%, 여성은 38.22%였다.
93.97%는 이슬람교도, 4.26%는 힌두교도, 1.65%는 불교도이다. 인구는 14,551명이다. 이 지역 방언은 치타공어이지만, 대규모 난민 수용소 때문에 로힝야어가 더 많다.

## 경제
콕스바자르구의 주요 생계는 관광이다. 수백만 명의 외국인과 방글라데시 원주민들이 매년 이 해안 도시를 방문한다. 많은 호텔, 게스트하우스, 모텔이 도시와 해안 지역에 지어졌고 환대 산업은 이 지역의 주요 고용주이다.
많은 사람들이 수산물과 수산물의 어업과 수집에 관여하고 있다. 조개껍질로 만든 굴, 달팽이, 진주, 보석 등은 바닷가와 시내 상점에서 관광객들에게 인기가 있다. 관광객들을 위한 운송 사업에도 많은 사람들이 참여하고 있다. 그 지역의 많은 사람들은 농부이다.
2002년, 현지 방글라데시인에 의해 콕스바자르구에서 서핑 클럽이 시작되었다. 이제는 내국인과 외국인 관광객을 포함한 연례 대회를 개최하는 것으로 확대되었다. 이것은 방글라데시 역사상 최초의 서핑 계획이다.